# マルツエレック
マルツエレック株式会社は、半導体、電子部品、工具、計測器、コンピュータなどを販売する電気機器販売を主とする企業である。本社は東京都千代田区に所在。全国の地方都市にてマルツを店舗展開、オンラインショップも運営している。また、米国のDigiKeyと業務提携し、日本国内においてDigiKeyの製品を販売している。親会社は株式会社マルツホールディングスとなり株式会社マルツ電波はグループ会社にあたる。

## 沿革
- 1947年5月 - 福井市豊島にマルツ電波商会として発足
- 1970年8月 - 株式会社マルツ電波商会に改組
- 1972年9月 - 株式会社マルツ電波と社名変更
- 1982年6月 - 静岡市八幡にマルツ静岡営業所を開設
- 1984年7月 - 福井市二の宮にマルツ福井営業所を開設
- 1985年3月 - 浜松市高林にマルツ浜松営業所を開設
- 1988年2月 - 金沢市間明町にマルツ金沢営業所を開設
- 2000年7月 - マルツオンラインを開店
- 2001年7月 - 千代田区外神田にマルツ秋葉原本店を開店
- 2002年11月 - 名古屋市西区上小田井にマルツ名古屋営業所を開設
- 2002年12月 - 大阪市浪速区日本橋にマルツ大阪営業所を開設
- 2003年5月 - 京都市下京区中之町にマルツ京都営業所を開設
- 2003年8月 - 千代田区外神田に東京事務所を開設
- 2003年12月 - 仙台市青葉区五橋にマルツ仙台営業所を開設
- 2004年4月 - マルツオンラインをリニューアルオープン
- 2008年4月 - 仙台市青葉区上杉にマルツ仙台営業所を移転、
マルツ福井本店がマルツ福井営業所に移転統合
- 2008年6月 - 福岡市博多区千代にマルツ博多営業所を開設
- 2008年8月 - 東京事務所にmarutsu makelabを移設
- 2010年2月 - 株式会社マルツ電波より分離・独立し100％子会社のマルツエレック株式会社を設立
- 2010年10月 - 香港上水に丸通電子科技（香港）有限公司を設立
- 2013年8月 - 福岡市博多区下呉服町にマルツ博多営業所を移転
- 2014年10月 - 「マルツパーツ館」を「マルツ」に名称変更
- 2014年10月 - サービスブランドロゴを変更[1]
- 2014年10月 - マルツオンラインをリニューアルオープン
- 2015年5月 - 京都市下京区貞安前之町にマルツ京都営業所を移転
- 2017年5月 - 東京都調布市の電気通信大学内に西東京営業所を開設
- 2018年1月 - 米国DigiKeyとの業務提携を発表[2]
- 2018年9月 - マルツ福井敦賀店がマルツ福井二の宮店に移転統合
- 2019年3月 - マルツ秋葉原2号店がマルツ秋葉原本店に移転統合
- 2020年7月 - マルツ京都営業所(京都寺町店)がマルツ大阪営業所(大阪日本橋店)へ統合・再編
- 2020年8月 - 代表取締役社長に土谷耕作が就任
- 2023年4月 - 大阪市淀川区西中島に関西営業所を開設
- 2023年5月 - マルツ大阪営業所(大阪日本橋店)を閉店
- 2023年6月 - 福岡市博多区博多駅前に福岡営業所（旧称マルツ博多営業所）を移転
- 2025年6月 - 大阪府門真市に門真営業所を開設

## 展開する営業所・店舗（マルツ）

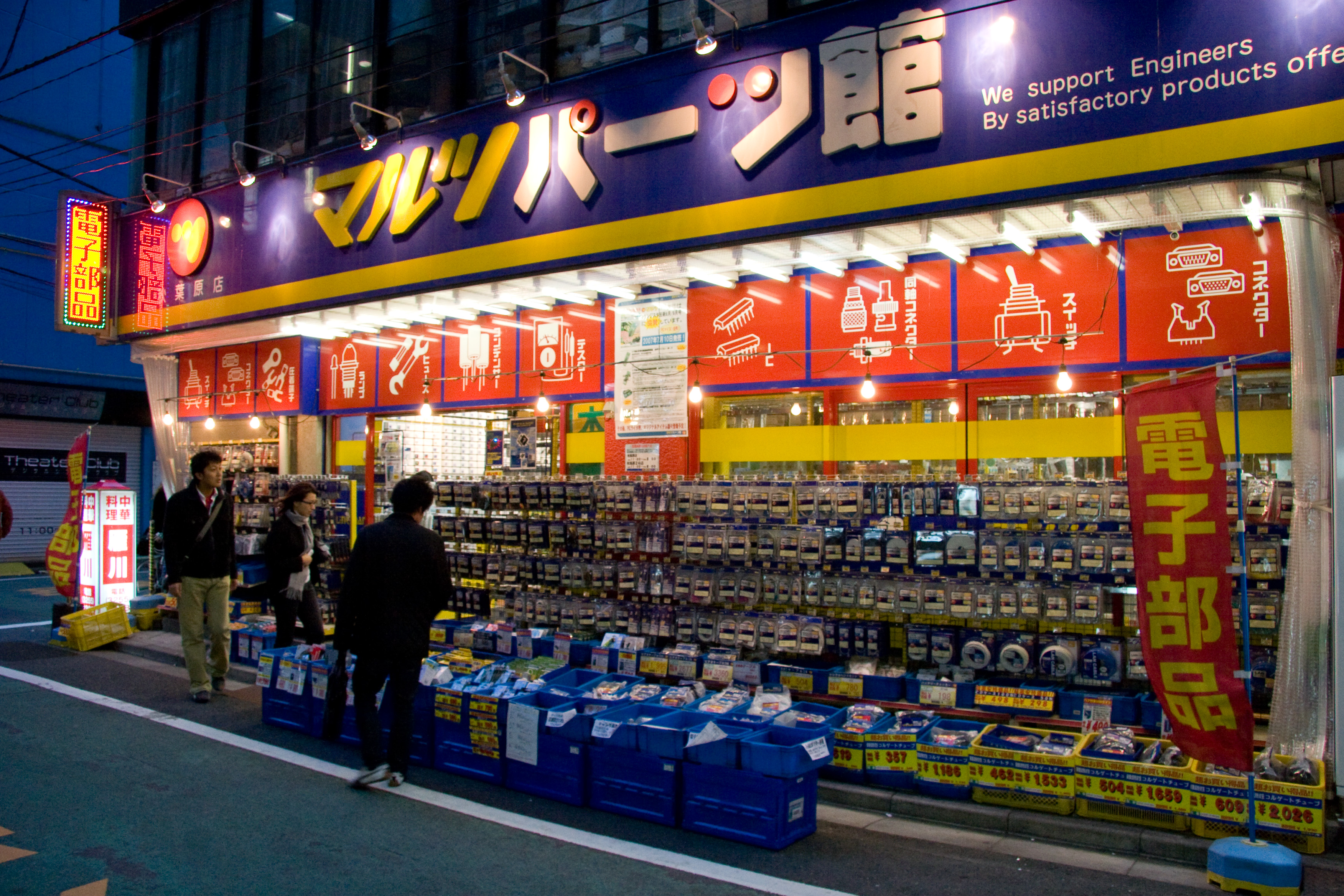
旧：マルツパーツ館　秋葉原店（2007年）

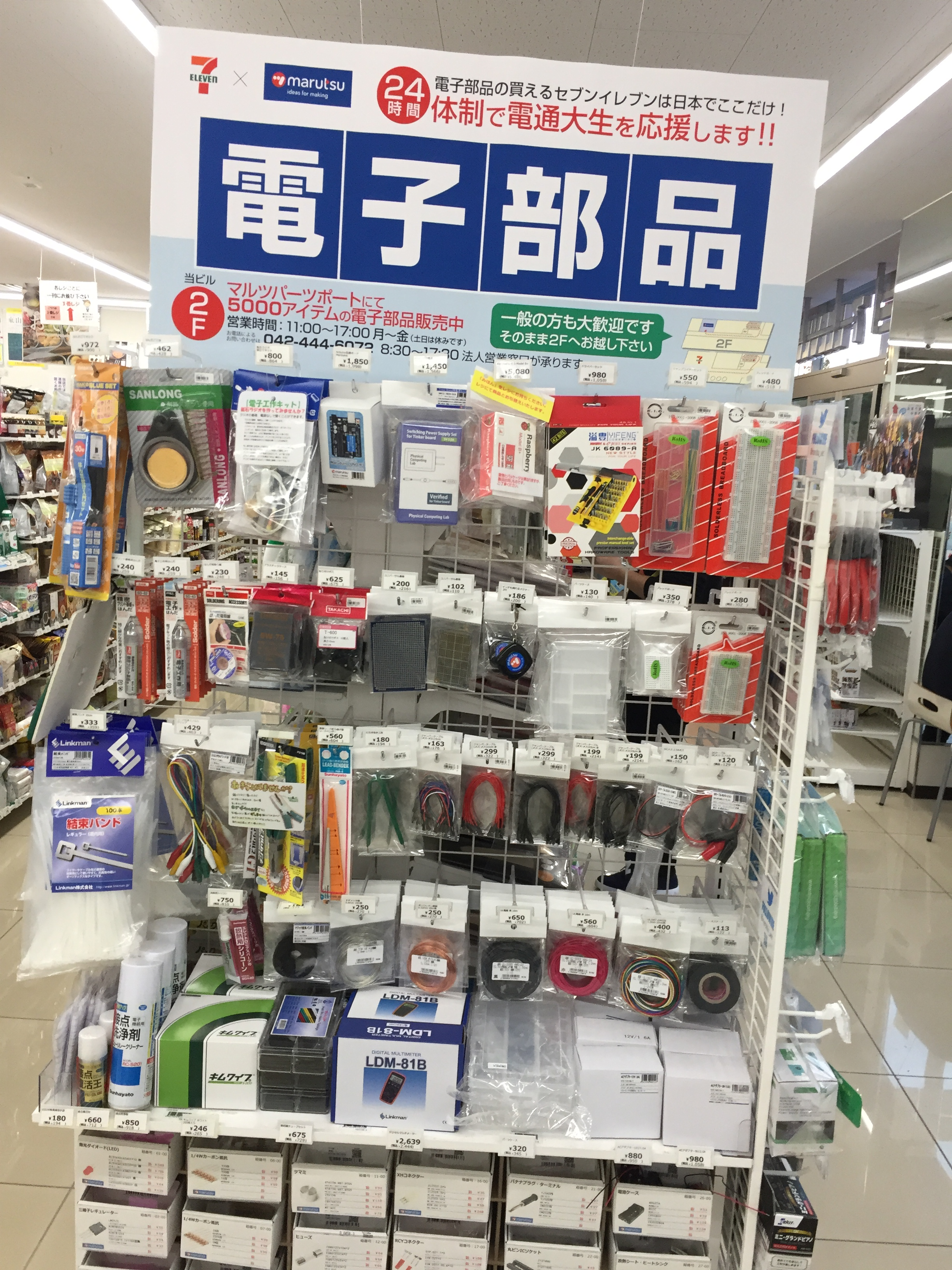
セブン-イレブン電気通信大学前店の電子部品コーナー

- 仙台営業所（仙台上杉店）： 〒980-0011 仙台市青葉区上杉3丁目8-28
- 東京営業所：〒101-0021 千代田区外神田5-2-2セイキ第一ビル7F
- 秋葉原営業所（秋葉原本店）： 〒101-0021 千代田区外神田3-10-10
- 西東京営業所： 〒182-0026 調布市小島町1-1-1UECアライアンスセンター218号室
  - セブン-イレブン電気通信大学前店 - 同じ建物の1階にあり、マルツと提携して電子部品を販売している。
- 静岡営業所（静岡八幡店）： 〒422-8076 静岡市駿河区八幡2-11-9
- 浜松営業所（浜松高林店）： 〒430-0907 浜松市中区高林4-2-8
- 名古屋営業所（名古屋小田井店）： 〒452-0821 名古屋市西区上小田井2-330-1
- 金沢営業所（金沢西インター店）： 〒921-8005 金沢市間明町2-267
- 福井営業所（福井二の宮店）： 〒910-0015 福井市二の宮2-3-7
- 関西営業所： 〒532-0011 大阪市淀川区西中島7-4-17 新大阪上野東洋ビル11F
- 門真営業所： 〒571-0048 大阪府門真市新橋町34-17 ロータリー門真101
- 福岡営業所： 〒812-0011 福岡県福岡市博多区博多駅前4-16-6オフィスニューガイア博多駅前No.50 407号室